# جون أوير
جون أوير (بالإنجليزية: Jon Auer)‏ هو عازف قيثارة وموسيقي أمريكي، ولد في 29 سبتمبر 1969 في بيلينغام في الولايات المتحدة.

## وصلات خارجية
- الموقع الرسمي
- جون أوير على موقع ميوزك برينز (الإنجليزية)
- جون أوير على موقع أول ميوزيك (الإنجليزية)
- جون أوير على موقع ديسكوغز (الإنجليزية)